# Liobagrus somjinensis
Liobagrus somjinensis är en fiskart som beskrevs av Park och Kim 2011. Liobagrus somjinensis ingår i släktet Liobagrus och familjen Amblycipitidae. Inga underarter finns listade i Catalogue of Life.